# Adam Page
Stephen Blake Woltz (ur. 27 lipca 1991 w Wirginii) – amerykański wrestler występujący pod pseudonimem "Hangman" Adam Page.

## Kariera wrestlera

### Kariera w niezależnych organizacjach
W 2008 roku debiutował jako wrestler.
W listopadzie 2011 dołączył do Ring of Honor (ROH).
W maju 2016 zaczął występować w New Japan Pro-Wrestling (NJPW). Jego unikatowy styl został określony przez organizację jako „lekkomyślny”, gdyż często manifestował swój optymizm. Występował również w WWE.
W 2016 roku został członkiem Bullet Club uznawanego przez między innymi ROH za dominującą stajnię w świecie pro wrestlingu.
W 2017 roku zdobył mistrzostwo drużyn trzyosobowych - ROH World Six-Man Tag Team Championship, będąc w drużynie z dwójką braci The Young Bucks, którzy również należeli do Bullet Clubu. Razem nazywali swoją drużynę The Hung Bucks.

### All Elite Wrestling
We wrześniu 2021 dołączył do All Elite Wrestling (AEW). Posługiwał się gimmickiem, który magazyn Men’s Health określiło mianem "Niespokojny milenijny kowboj". Coraz częściej można go było zobaczyć popijającego piwo, niezainteresowanego otoczeniem i kłócącego się z przyjaciółmi. Zaczął posługiwać się pseudonimem „Hangman”, czyli w języku polskim wisielec, co jest też grą słów nawiązującą do angielskiego słowa Hangover, czyli kac. Widzowie czasem przychodzili na jego walki ze znakami z napisem "HANGMAN pij MOJE piwo".
21 stycznia 2020 wraz z Kennym Omegą zdobył mistrzostwo drużynowe AEW World Tag Team Championship, pokonując dotychczasowych mistrzów, czyli SoCal Uncensored (Frankie Kazarian i Scorpio Sky), na gali Chris Jericho's Rock 'N' Wrestling Rager at Sea Part Deux: Second Wave, która odbyła się na statku. Page i Omega stracili mistrzostwo 5 września na rzecz FTR (Cash Wheeler i Dax Harwood) na gali All Out, między innymi z powodu narastających napięć między dwójką mistrzów i problemów z współpracą.
W 2021 roku głównym mistrzem organizacji, a więc posiadaczem AEW World Championship, był już Kenny Omega. Adam Page przejął mistrzostwo pokonując mistrza 13 listopada na gali Full Gear.
29 maja 2022 utracił mistrzostwo AEW World Championship w walce z CM Punkiem na gali Double or Nothing.